# Порт де Бомбес
Порт Де Бомбес (мальт. Bieb il-Bombi , італ. Porta delle Bombe , що означає «Ворота бомб»), спочатку званий Porta dei Cannoni (що означає «Ворота гармат»), — це декоративні арочні ворота у Флоріані, Мальта. Спочатку вони були побудовані в 1721 році як вдосконалена брама у фосебреї флоріанських ліній, і вона була збільшена при будівництві другої арки в 1868 році. Відтоді вали з обох боків зруйновані, і брама виглядає як тріумфальна арка.

## Історія

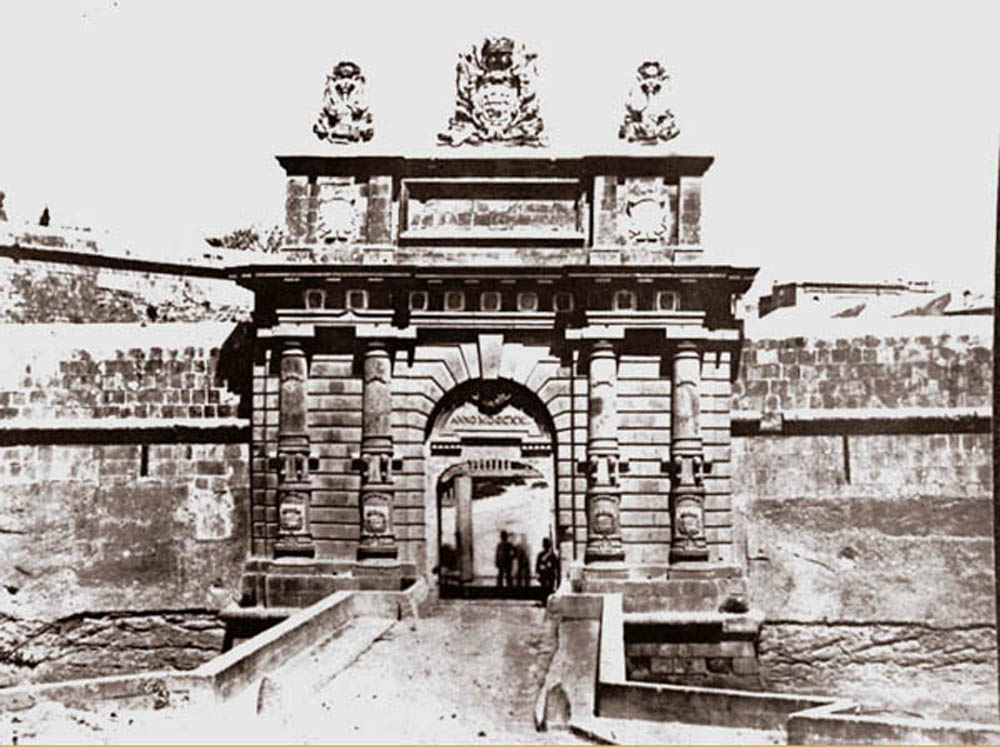
Оригінальна конфігурація Порти Бомб, як це видно на фотографії 1860-х років

Будівництво лінії Флоріани розпочалося в 1636 році, але роботи йшли повільно. Були завершені лише на початку 18 століття. Порт Бомб був побудований у 1720–21 року, будувався за проектом французького архітектора Шарля Франсуа де Мондіон. Ворота спочатку мали одну арку, і служили для зовнішнього входу. Спочатку вона була захищена люнетом. З приходом англійців в 19-му столітті, була додана друга. Раніше біля воріт був підйомний міст, який перекидався через рів, але при будівництві автомобільної дороги рів засипали. На фасаді зображено герб одного з магістрів Мальтійського ордена.
Порт де Бомбес був захоплений французькими солдатами під час французького вторгнення на Мальту в червні 1798 р.
У цей момент мальтійські повстанці відкрили вогонь у його напрямку, щоб кинути виклик окупантам.
У середині 19 століття британський уряд розширив ворота, додавши другу арку для розміщення більш інтенсивного руху в районі Гранд-Харбор. Це збільшення було розроблено архітектором Кол. Е. В. Данфорда з Королівських інженерів і загалом коштувало 900 фунтів. Друга брама була урочисто відкрита 17 серпня 1868 року, під час губернаторства сера Патріка Гранта.
На початку 20 століття частина орнаментів в арках була вилучена, щоб могли проїхати трамваї через браму. Згодом люнет біля воріт був знесений, щоб звільнити місце для нової дороги. Вали по обидва боки від воріт були знесені в 1930-х роках, щоб впоратися зі збільшенням обсягу руху. Ці зміни призвели до того, що брама стала схожою на тріумфальну арку .

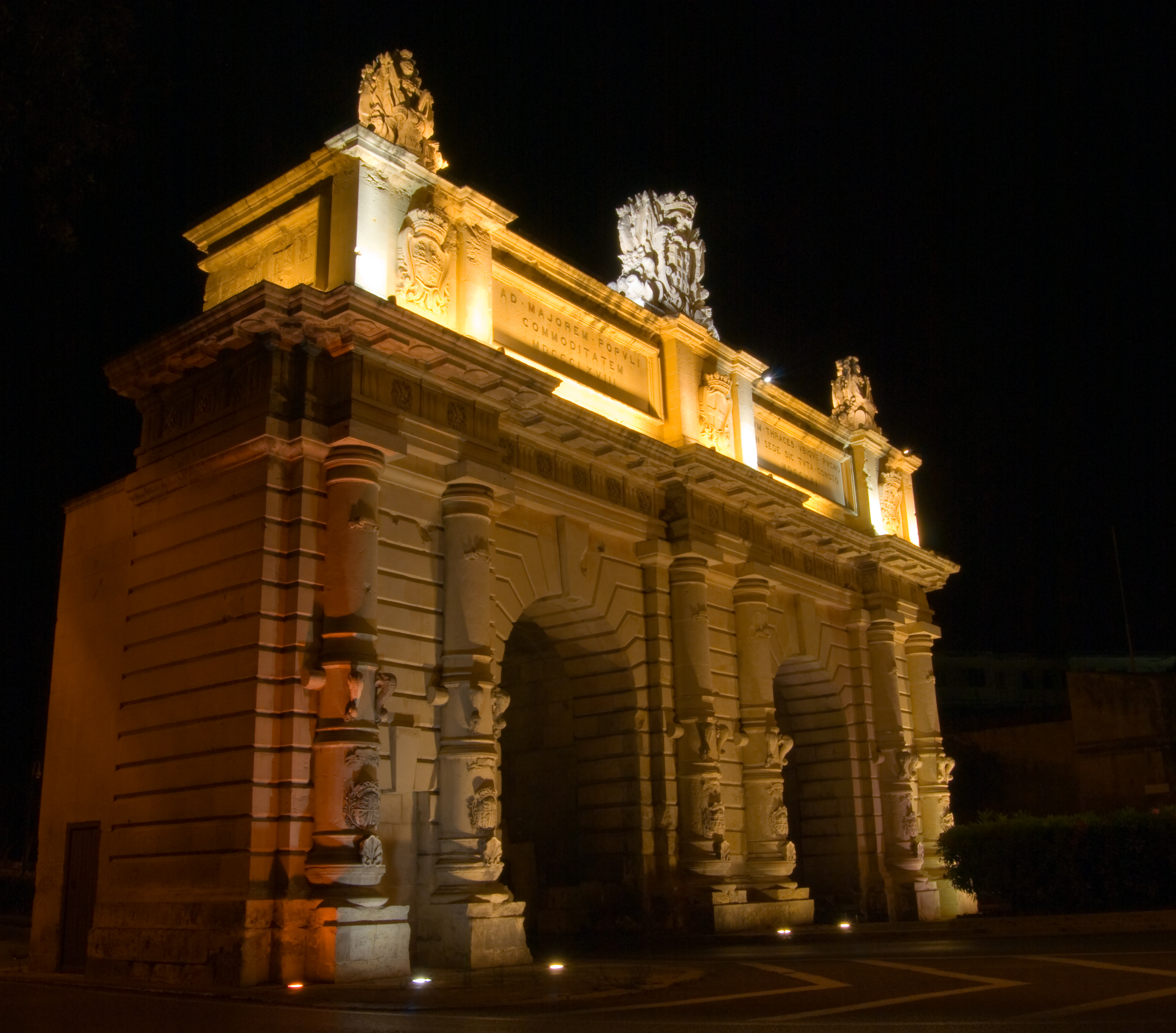
Ворота вночі

Ворота були відновлені в період з вересня 2002 року по березень 2003 року по ціні Lm 55000. Реставраційні роботи також передбачали встановлення системи освітлення. Брама була зневажена в травні 2005 року, але пошкодження було очищено протягом декількох днів. Поліція вважає, що ворота є небезпекою для проїжджаючих транспортних засобів. 24 жовтня 2012 року її було пошкоджено. Однак через кілька днів пошкоджену частину воріт було відремонтовано.
Брама та решта ліній Флоріани були включені до Списку старожитностей 1925 р. Це національний пам'ятник 1 класу, внесений до Національної інвентаризації культурних цінностей Мальтійських островів.

## Архітектура

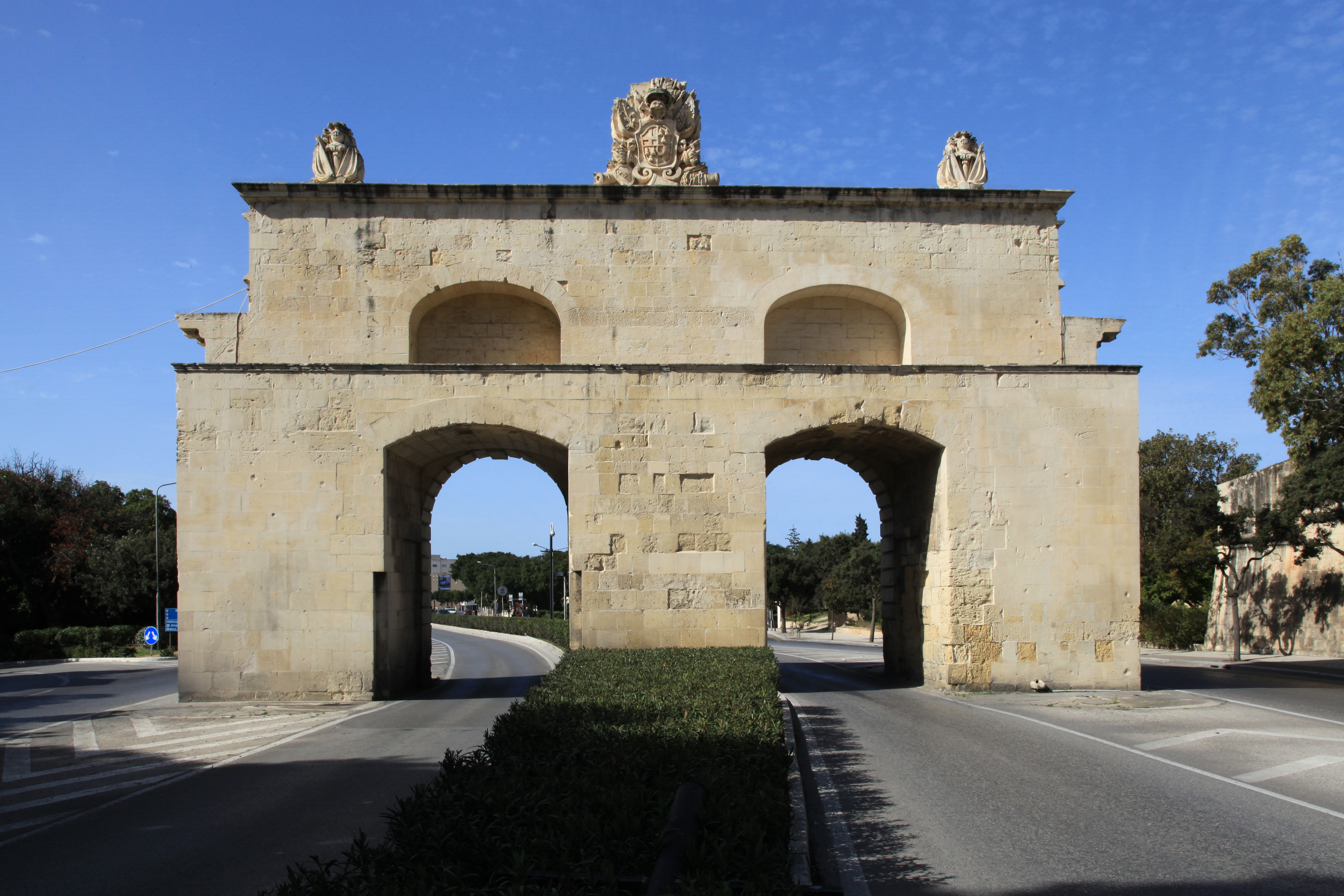
Ворота, якщо дивитись з тилу

Порт Бомбес був побудований у стилі бароко. Брама спочатку мала єдину арку, але друга арка зліва — добудова 19 століття. Кожен арочний вхід оточений різьбленими гарматами, що дало воротам оригінальну назву Porta dei Cannoni, а кожна гармата має рельєф герба. Чотири гармати, що утворювали частину оригінальних воріт, містять герб Великого магістра Рамона Переллоса і Роккафула, тоді як дві гармати на другій арці мають королівський герб Сполученого Королівства. Брама має карниз над рядом різьблених мальтійських хрестів. Над карнизом розташовані ешемони з гербами ордена Святого Іоанна, великого магістра Переллоса та Великої Британії, а також дві мармурові таблички з латинськими написами. На табличці праворуч від брами написано:
На табличці з лівого боку написано:

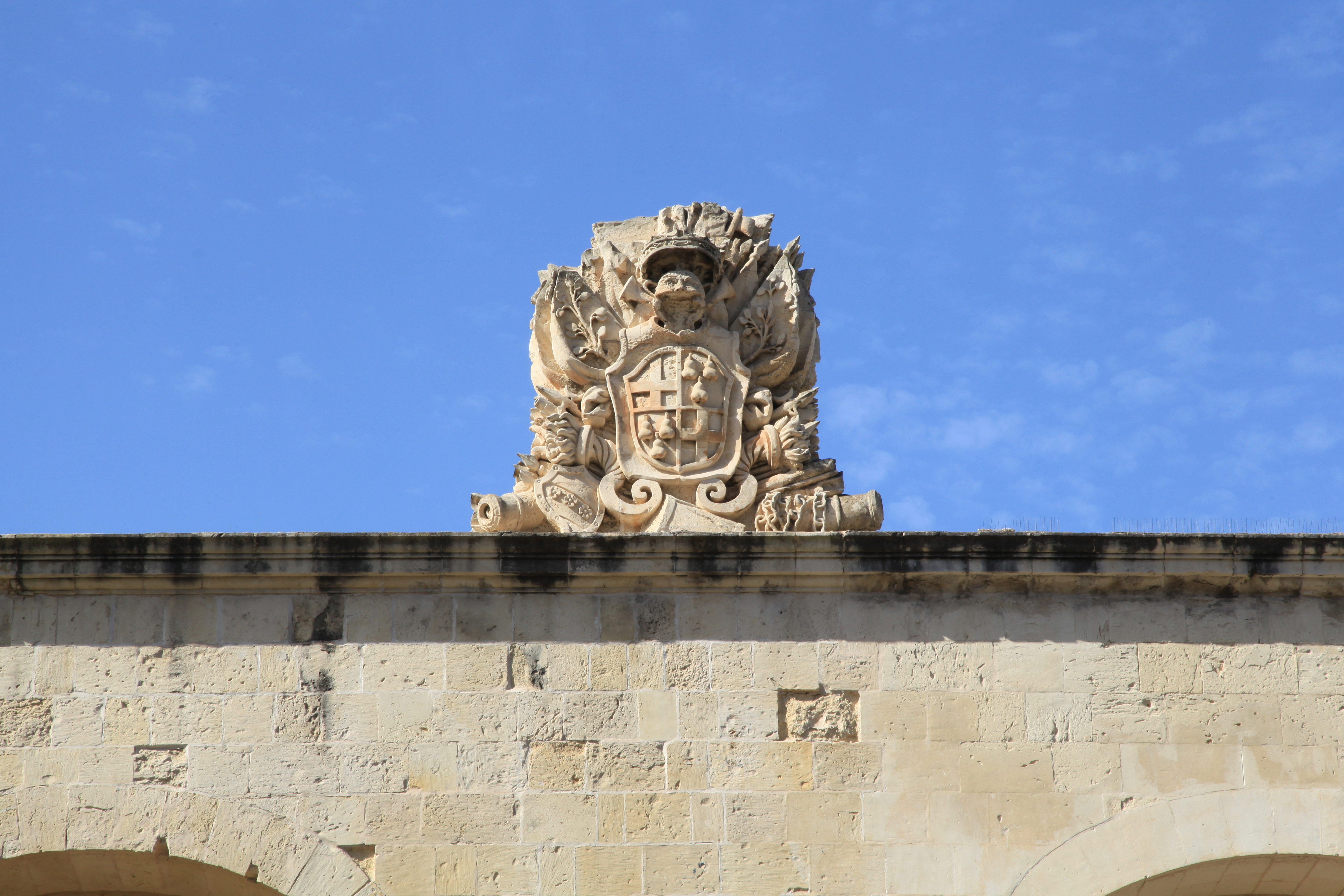
Герб Рамона Переллоса і Роккафула на брамі

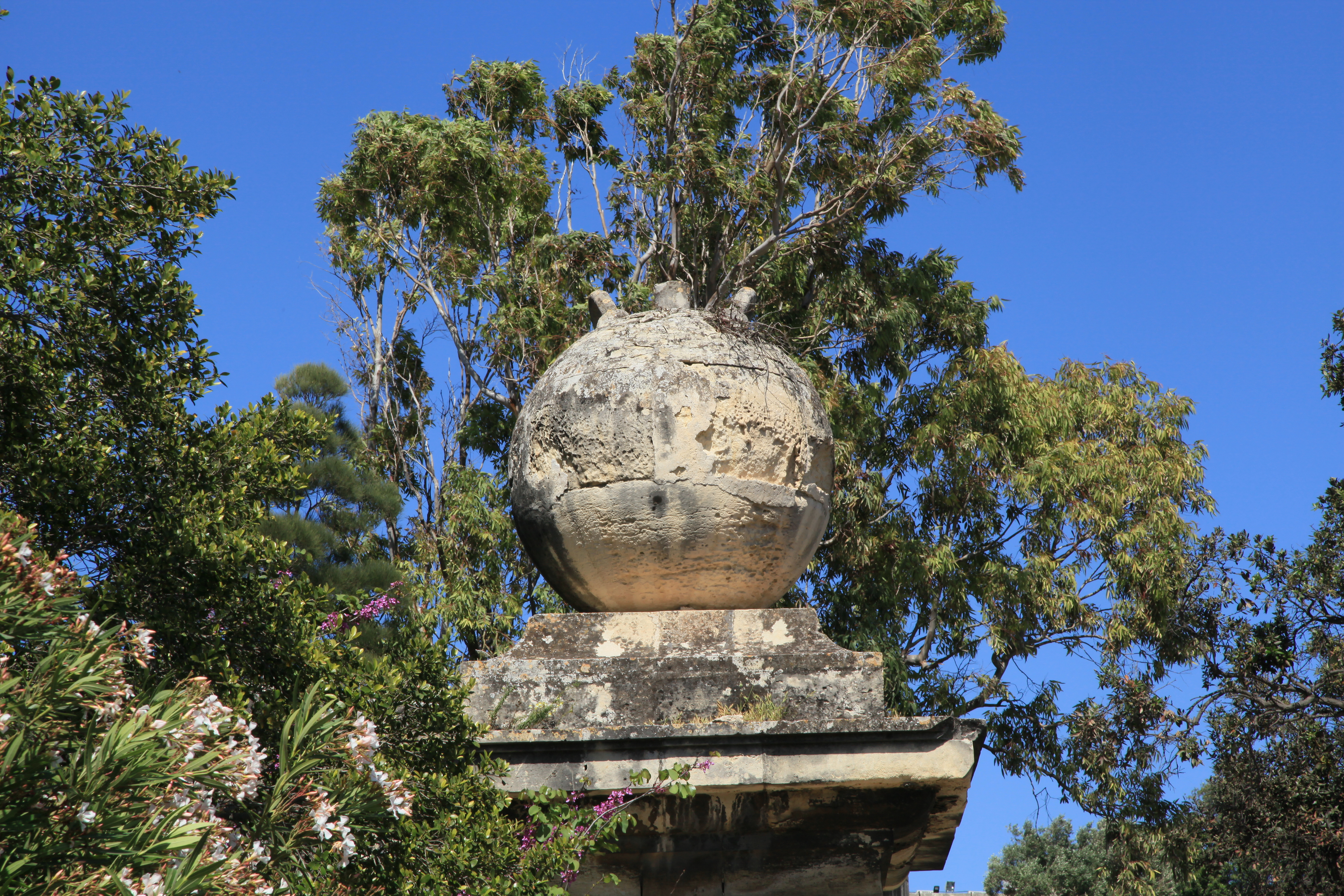
«Бомбл», від якого брама отримала свою назву

Безпосередньо біля брами є два стовпи з кам'яними кулями, виконані як великі водоноски з ручками та носиком. Вони на мальтійській мові відомі як Бомблу і дали воротам сучасну назву Порта Бомбес.
Порт де Бомбес — одна з лише двох воріт на Мальті, на яких зображені артилерійські вироби в натуральну величину, інша — Брама Святої Олени, була побудована в 1736 році.

## У популярній культурі
- Браму можна побачити у фільмі 2016 року 13 годин: таємні солдати Бенгази .